# Domaine seigneurial
 (mars 2021).
Si vous disposez d'ouvrages ou d'articles de référence ou si vous connaissez des sites web de qualité traitant du thème abordé ici, merci de compléter l'article en donnant les références utiles à sa vérifiabilité et en les liant à la section « Notes et références ».

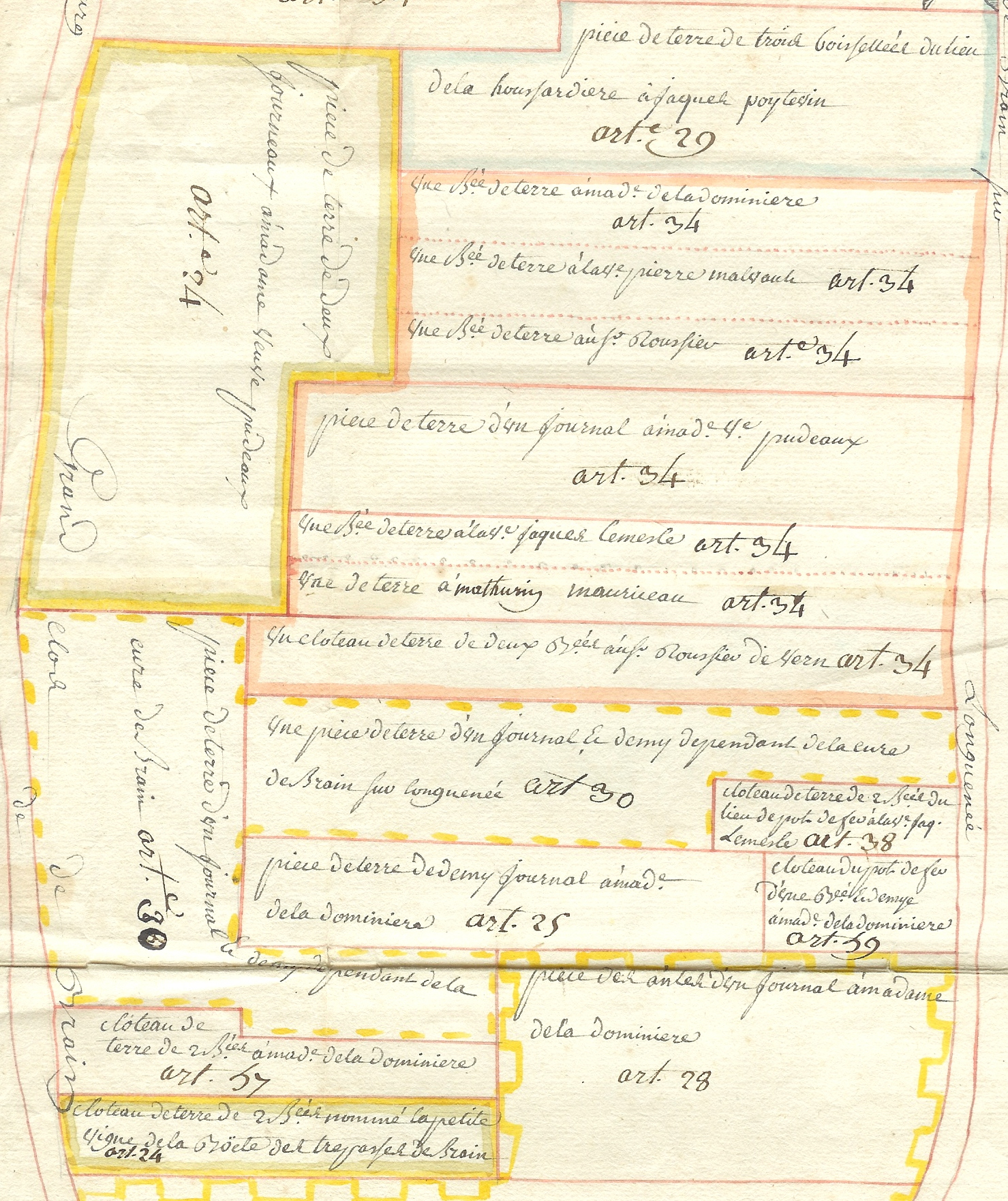
Extrait d'un livre terrier de 1750.

On appelle domaine seigneurial l'ensemble des droits et a fortiori des territoires possédés en propriété généralement utile par la noblesse (chevalerie, châtellainerie) à partir de l'Europe médiévale. C'est une importante fraction - voire synonyme abusif - de la seigneurie, dans le cadre de laquelle on l'appelle souvent la réserve (en latin mansus indominicatus).

## Évolutions
La pratique, pour un seigneur, de concéder une terre à un vassal devient courante avec les Carolingiens, vers le milieu du VIIIe siècle. Il y a eu débat sur l'importance respective de la féodalité et de la seigneurie, comme cadre économique et juridique concernant la domination sur la terre et les hommes.
De l'époque carolingienne à la deuxième période féodale, le domaine connaît une évolution très variée tant dans sa détention légale que son fractionnement dans l'essor des sires châtelains (XIe siècle), mais mêle toujours étroitement le pouvoir banal et foncier sur les divers tenanciers qui y résident.
En France, au Moyen Âge puis sous l'Ancien Régime, la plupart des grands domaines féodaux médiévaux (des provinces) ont été incorporés, au fil du temps, au domaine de la Couronne.